# Nihondzsinron
A nihondzsinron (日本人論; Hepburn: nihonjinron, ’értekezések/elméletek a japán emberről’) olyan írások összefoglaló neve, melyek a japán kultúra, társadalom és nemzeti karakter jellemzőivel foglalkoznak. A kifejezés ugyanakkor magában foglalja a „japánosság” egyedi, lényegi természetének meghatározására tett kísérleteket.

## A nihondzsinron története
A nihondzsinron bizonyos elemei Japánban már az ősidők óta erősen jelen vannak, azonban csak 1965-től indult robbanásszerű terjedésnek, amely egészen napjainkig tart. Az elmúlt 10 év egyik jellemző kérdése, hogy a külföldiek (外国人, gaikokudzsin) hogyan látják a japánokat, ebben a témában a külföldiek egyre több írást tesznek közzé.
A második világháború előtt a japánok saját népük megnevezésére a „varevare kokumin” (我々国民, „nemzetünk”) vagy „dóhó” (同胞, „honfitársak”) kifejezéseket használták. Ma már a nihondzsin (日本人, =japán(ok)) szó használata vált általánossá, azonban a második világháború előtt a japánok közt ez a megnevezés nem volt megszokott. A külföldiekkel való érintkezés, és az eltérő értékek, minőségek találkozása során vált tudatossá a japánokban saját „japánosságuk” mivolta. Ebben a folyamatban kulcsszerepet játszott Ruth Benedict antropológus könyve, a Krizantém és kard. Habár a második világháború után lett virágzó a nihondzsinron, és Japán gazdasági erejének ugrásszerű növekedése által a külföldiek egyre több nihondzsinron témájú írást adtak ki, mégis Benedict munkássága adott hatalmas lendületet a „japán ember” fogalom Japánon belüli általános elterjedésére, és a nihondzsinron áttörő megjelenésére.
Benedict előtt is már több külföldi írt a japánokról, az egyik korábbi, említésre méltó személy Xavéri Szent Ferenc, még korábbról pedig Marco Polo. Marco Polo így nyilatkozott a japánokról: "Világos bőrűek, udvariasak, kifinomultak". Japán elszigeteltsége alatt (1600-1850) a téma szószólói főként csak a Dedzsima szigetén (出島) kereskedő hollandok voltak. Az ország megnyitását követően azonban több országból érkeztek szerzők Japánba, a nyugatizálódó Meidzsi-korban pedig hirtelen megnőtt a nihondzsinronnal foglalkozó külföldiek és japánok száma is. A Taisó- és a Sóva-korban japánok által írt éles, önelemző nihondzsinron értekezések bontakoztak ki.

## A nihondzsinron fajtái

A japán zászló – Egyszerű és elegáns (vabi-szabi)

- Pszichológiai (心理学的, sinrigakuteki)
- Szociológiai (社会学的, sakaigakuteki)
- Esztétikus (美学的, bigakuteki)
- Intellektuális (思想的, siszóteki)

### Pszichológiai nihondzsinron
Ellentmondások alkotják a Japánról szóló könyvek lánc- és vetülékfonalát: a japánok legnagyobb mértékig agresszívak és békések; militárisak és művésziek; pökhendiek és udvariasak; merevek és alkalmazkodóak; engedelmesek és neheztelők, amikor erőszakoskodnak velük. Rettentően foglalkoztatja őket, hogy mit fognak más emberek gondolni a viselkedésükről, és ugyanakkor felülkerekednek a vétkeken, ha mások nem tudnak semmit a botlásukról.
Kulcsfogalmak:
- Ganbari (頑張り) – „Ganbare”, vagy udvariasabban mondva „ganbatte kudasai”-t általában „Sok szerencsét!”-nek fordítják, amit például akkor mondunk, ha egy barátunk vizsgázik vagy versenyre megy. Azonban ez a kifejezés szó szerint azt jelenti, hogy: „Adj bele mindent!”, „Küzdj keményen!”, a szerencsének igazából semmi köze sincs hozzá. Hasonló esetekben használják még kondzso (根性, szívósság, energikusság) és a gaccu (ガッツ, az angol "guts" szóból) szavakat is.
- Gaman (我慢) – tűrőképesség; hasonló a ganbarihoz. Ha a gamant túlzásba viszik, akár áldozatává is válhatnak (karósi, 過労死 – belehalni a túl sok munkába és a stresszbe).
- Amae (甘え) – kényeztetés, függés; olyan személy magatartása, aki el szeretné érni, hogy a körülötte lévő emberek szeressék, gondoskodjanak róla, függjön tőlük. A japán ember egyik jellemző érzése.[9]
- Hadzsi (恥) – szégyen; Ruth Benedict a "szégyen kultúrájá"-nak nevezi Japánt.[10]

### Szociológiai nihondzsinron
Kulcsfogalmak:
- A vertikális társadalom (タテ社会, tatesakai) – Nakane Csie nevéhez fűződő elmélet, mely szerint a japán társadalmi szervezet legjellegzetesebb vonása az egyszeres kötésű társadalmi kapcsolatokból ered: az egyénnek vagy egy csoportnak mindig egyetlen megkülönböztethető viszonya van a többiekhez képest.[11]
- Beosztott lojalitása a vezető felé; a vezető atyaias felelőssége a követői felé.
- A „csoportos társadalom” (集団社会, sudansakai)- az egyén alá van rendelve a csoportnak
  - Ie rendszer, a hagyományos japán családmodell (家) – engedelmesség az apának, ugyanakkor az apa felelőssége gondoskodni a feleségről és a gyerekekről, és még a távolabbi rokonokról is.
  - Buraku (部落, falucska) – engedelmesség a közösség felé, kölcsönös segítségnyújtás, munkamegosztás.
- Kaidzsin (間人, „összefüggő emberek”) – Hamagucsi Esun elmélete, ami szerint a japán társadalom alapegysége nem az egyén, hanem az egyének közötti kapcsolódás.[12]
- Aránylag kis szakadék a gazdag és a szegény között, nincsenek hatalmas egyenlőtlenségek, mint az Egyesült Államokban, és nincs szigorú osztályrendszer sem, mint Nagy Britanniában. A japánok többsége középosztálybelinek tartja magát a kormány felmérései szerint.[13]
- Szempai-kóhai (先輩後輩, „a feljebbvaló/rangidős és az alárendelt/kezdő”) – vertikális, alá-fölérendelt viszonyok a cégeknél, társulatoknál, szervezeteknél.
- Va (和, „béke, harmónia”) – kiemelt jelentőséggel bír.
  - Japán, a „harmónia országa” (日本、「和の国」- Nihon, „va no kuni”)
  - Jamato, japán ősi megnevezése (大和, szó szerint: „nagy va”).[14]
- Ucsi és a szoto (内と外, „belső és külső”) – eltérő magatartásformák a csoporton belül és kívül.

Kapcsolódó kifejezések:
- Omote és ura (表と裏, „felszín és a rejtett oldal”) – a felszíni megjelenés, és ami mögötte van.
- Tatemae és honne (建前と本音) – amit a nyilvánosság felé közvetítünk, és amit valóban gondolunk.[15]

### Esztétikai nihondzsinron
Kulcsfogalmak:

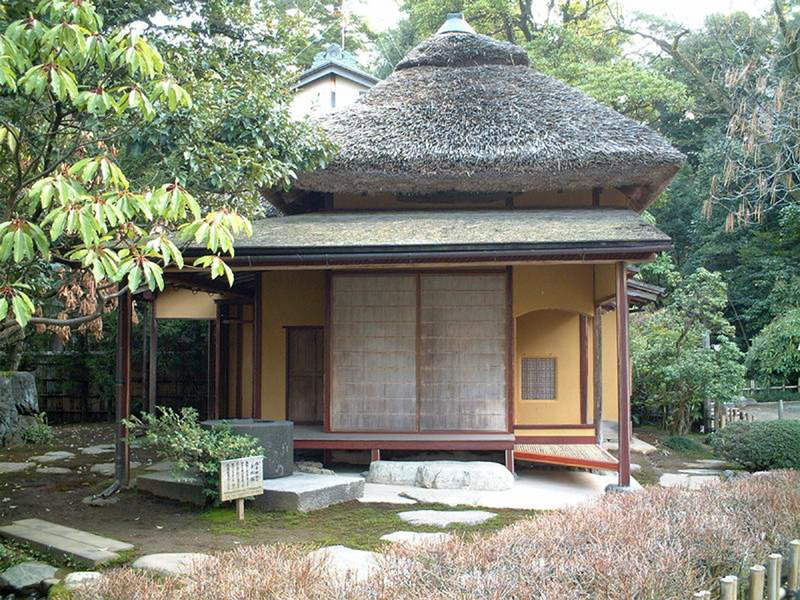
Egy japán teaház, amely tükrözi a vabi-szabi esztétikát, Kenroku-en (兼六園)

- Vabi és szabi (侘び寂び) – az egyszerű, elegáns dolgok szeretete.
  - Vabi – „meglelni a szépséget a szegénységben és az egyszerűségben”; a vabisii (侘しい) szóból eredeztethető, jelentése: „nyomorult, elhagyatott”.
  - Szabi – „elegáns egyszerűség”; a szabisii szóból eredeztethető, jelentése: „magányos, elhagyatott”
- A természet szeretete (大自然への憧れ)
- Szentimentálisan merengeni a szépség és az élet múlásáról (物の哀れ, monono avare – szó szerint „a dolgok szánalma”).[16]
- Miniatürizálás (小型化, kogataka) – a japánok imádják a dolgokat lekicsinyíteni.
  - Bonsai (盆栽) – törpefák 　Bonszai, miniatűr szilvafák

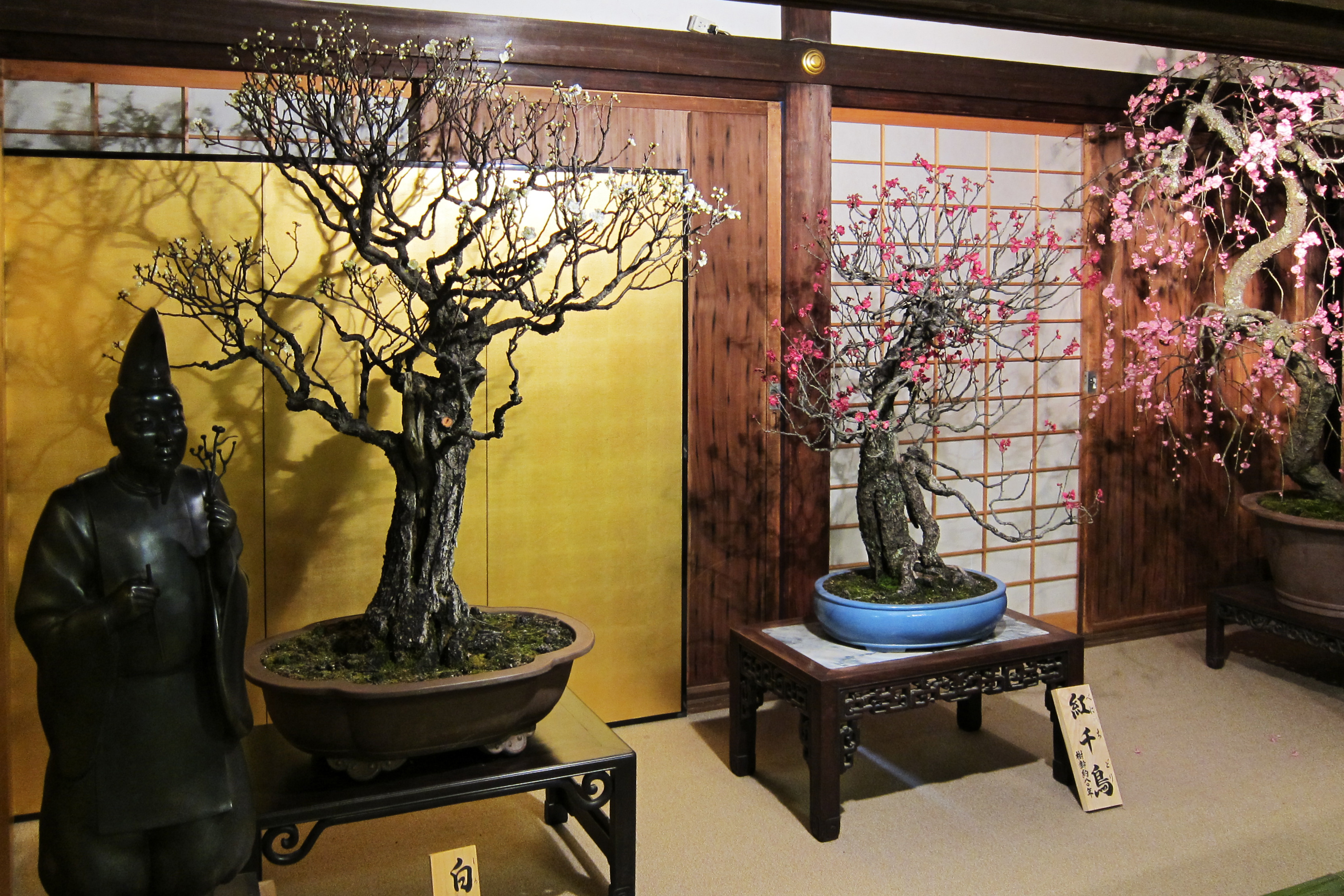
Bonszai, miniatűr szilvafák

  - Necuke (根付) – miniatűr elefántcsont figurák　Kutya alakú necuke (Kokei (虎渓) műve)

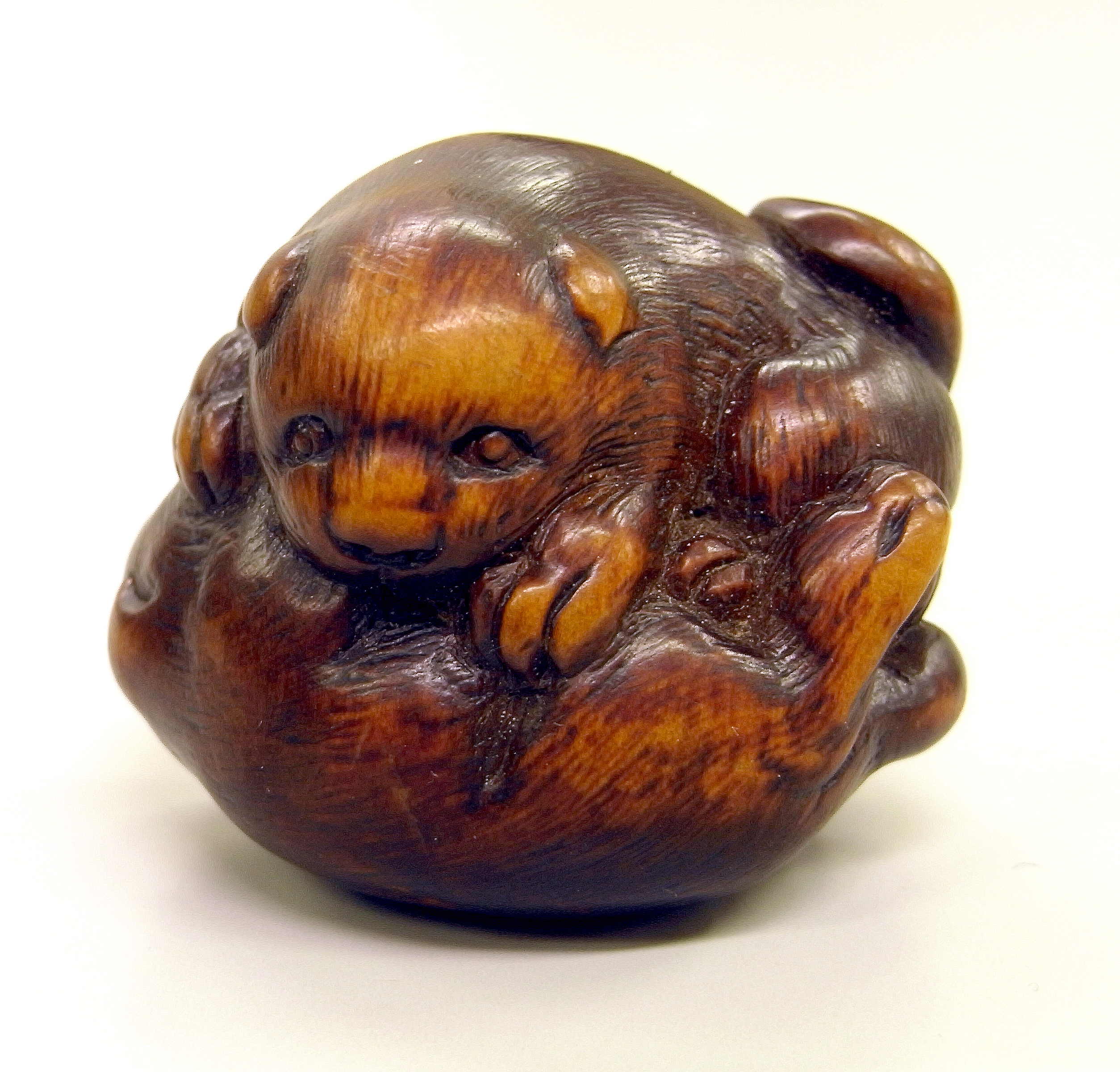
Kutya alakú necuke (Kokei (虎渓) műve)

  - Haiku (俳句) – „miniatűr” versek

### Intellektuális nihondzsinron
Úgy tartják, hogy a japán ész inkább intuíción (直感, csokkan) alapul, mint logikán (論理, ronri).

## Nihondzsinron magyarázatok

### Ökológiai magyarázatok
- Szezonalitás

A japánoknak hagyományosan a négy változó évszakkal kellett együtt élniük (tavasz, nyár ősz, tél), vagy hattal, ha beleszámoljuk az esős évszakot, ami májusban és júniusban van (梅雨, cuju), és a tájfunt, ami október környékén van. Ezért a haikukban sokszor van évszakra való utalás.
SZIROM

Virágszirom szállott lebegve
ott a fagallyról? Tévedés.

Egy tarka lepke.
- Éghajlat

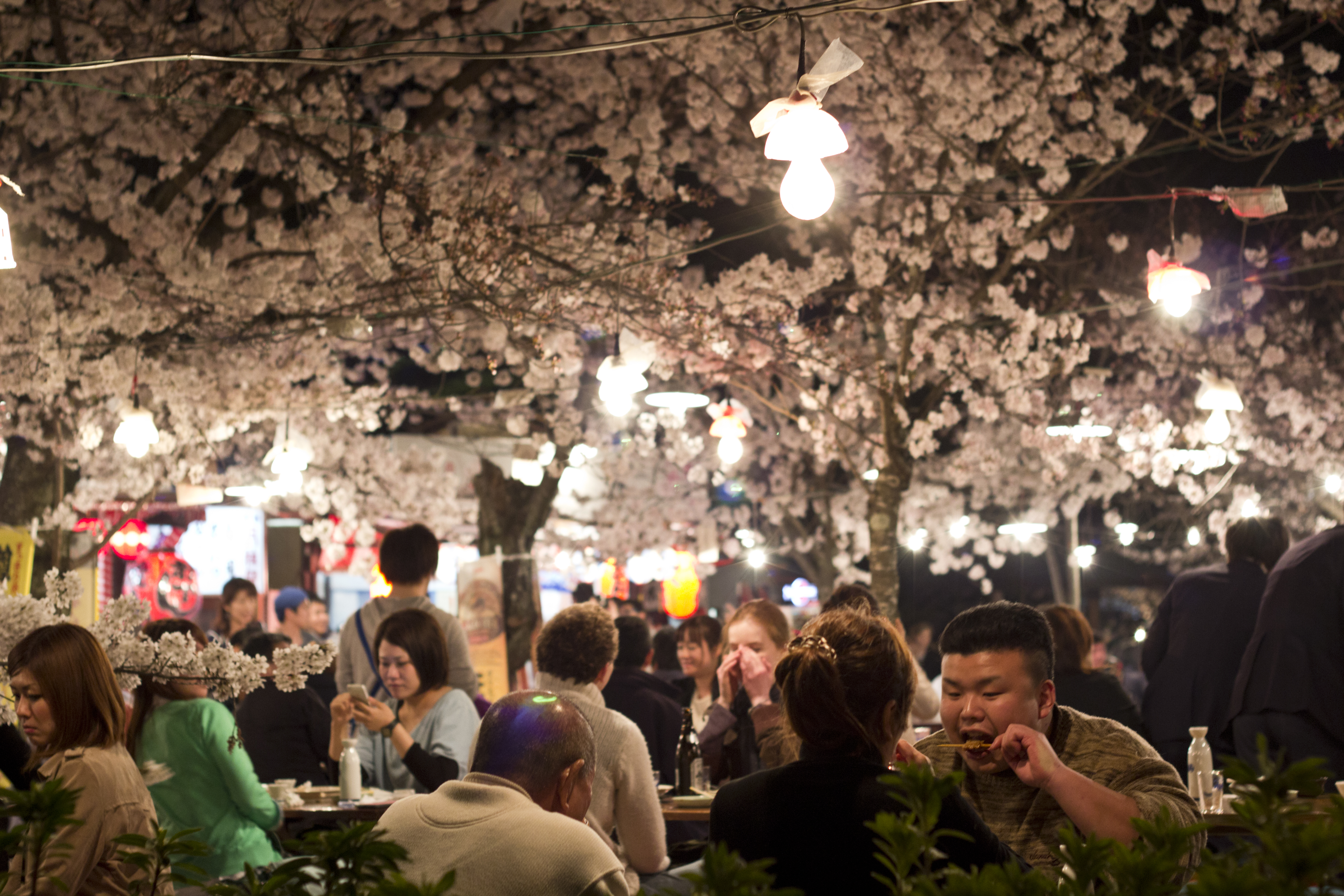
Hanami a Marujama parkban, a Jakasza szentély mögött Kiotóban. Csoportos esemény és a mono no avare

Japán a monszun övhöz tartozik, de sokkal északabbra helyezkedik el, mint a legtöbb monszun éghajlatú ország, és hideg levegő áramlik az Északi-sark felől. Ezért van Japánnak árasztásos rizstermesztő mezőgazdasága, ahol mindenkinek együtt kell dolgoznia az ültetés és az átültetés időszakában. Ugyanakkor a japán házak nyitott architektúrájúak, amelyek a nedvességet monszun idején kiengedik, így a japán embernek kevés magánélete van.
Ezért van az, hogy Japán egy csoportokon alapuló társadalom, amely kevés teret hagy az egyénnek. Ez az érv „környezeti determinizmusként” (環境決定論, kankjó ketteiron) ismeretes.

### Történelmi magyarázatok
- Szakoku (鎖国, „bezárt ország”)

250 év (1600-tól 1850-ig) izoláltság által vált Japán zárt társadalommá. „Szigeti mentalitású” (島国根性, simaguni kondzso), egyedi kultúra, ami csak „külső nyomásra” (外圧, gaiacu) változtatható meg.
Japán szinte teljesen el volt zárva a világtól az Edo-kor (1600-1868) nagy részében, és kifejlesztette saját egyedülálló társadalmi szerkezetét, melynek befolyása a mai napig tart. Csak más országok, különösen az Egyesült Államok „külső nyomásra” válaszolt, ami végül az ország megnyitását (開国, kaikoku) eredményezte.

### Biológiai magyarázatok
- Cunoda Tadanobu elmélete, hogy míg a nyugati emberek a bal agyféltekéje a logikáért, jobb agyféltekéje az érzelmekért felel, addig a japán agy jobb fele mindkettőért felel, ezért a logika és az érzelem összekeveredik.[22]

### Problémák a nihondzsinron elméletekkel[23]
- Feltételezi a homogenitást

- Viszonyítási alapja csak a „Nyugat”

- Feltételezi, hogy más társadalmak nem rendelkeznek Japán speciális tulajdonságaival

- A területi különbségeket figyelmen kívül hagyja

- Figyelmen kívül hagyja az osztályt és a státuszt

- A történelmet is figyelmen kívül hagyja

- Feltételezi a zavartalan, stabil hierarchiát

- Kivételek és ellentmondások

- Általában értékítéletekkel teli

- Sok nihondzsinron elmélet ellentmond egymásnak

## Népszerű nihondzsinron könyvek
Manabe Kazufumi és Harumi Befu felmérése alapján, Japánban megjelent népszerű könyvek listája.
- Aida Yūji 会田雄次: Omote no ronri – Ura no ronri 表の論理・裏の論理. Kadokawa bunko 角川文庫, 1979.
- Ruth Benedict: Kiku to katana 菊と刀. Gendaikyōyō bunko 現代教養文庫, 1948.
- Szuzuki Takao 鈴木孝夫: Tozasareta gengo – Nihongo no sekai 閉された言語・日本語の世界. Shincho Sensho 新潮選書, 1980.
- Edward Reischauer: Za Japaniizu ザ・ジャパニーズ. Bungeishunju 文藝春秋, 1979.
- Doi Takeo 土居健郎: 'Amae' no kōzō「甘え」の構造. Kōbundō 弘文堂, 1971.
- Kahn Hermann: Chō-taikoku Nihon no chōsen 超大国日本の挑戦. DIAMOND Inc., 1970.
- Hamaguchi Eshun 浜口恵俊:'Nihonrashisa' no saihakken「日本らしさ」の再発見. Kodansha 講談社, 1977.
- WiIkinson Endymios: Gokai 誤解. Chuo Koronsha 中央公論社, 1980.
- Itasaka Gen 板坂元: Nihonjin no ronri kōzō 日本人の論理構造. Kodansha 講談社, 1971.
- Brzezinski Zbigniew: Hiyowana hana Nihon ひよわな花・日本. Saimaru Shuppan サイマル出版, 1972.
- Kamishima Jirō 神島二郎: Nihonjin no hassō 日本人の発想. Kodansha 講談社, 1975.
- Donald Keene: Aoi me no Tarō Kaja 碧い眼の太郎冠者. Chūkō Bunko 中公文庫, 1973.
- Minami Hiroshi 南博: Nihonjin no shinri 日本人の心理. Iwanami Shinsho 岩波新書, 1953.
- Ezra F. Vogel: Japan azu nanbā wan ジャパン・アズ・ナンバーワン. TBS-BRITANNICA, 1979.
- Nakane Chie 中根千枝: Tateshakai no ningenkankei タテ社会の人間関係. Kodansha 講談社, 1967.
- Gregory Clark: Nihonjin – Yunīkusa no gensen 日本人一ユニークさの源泉. Saimaru Shuppankai サイマル出版, 1977.
- Toyama Shigehiko 外山滋比古: Nihonjin no ronri 日本語の論理. Chūkōsōsho 中公叢書, 1973.
- Lee O-Young: `Chijimi' shikō no nihonjin「縮み」志向の日本人. Kodansha 講談社, 1982.
- Kindaichi Haruhiko 金田一春彦: Nihonjin no gengo hyōgen 日本人の言語表現.Kodansha 現講談社, 1975.
- Paul Bonnet: Fushigi no kuni NIPPON 不思議の国ニッポン.DIAMOND Inc., 1978.
- Isaiah Ben-Dasan: Nihonjin to yudayajin 日本人とユダヤ人. Yamamoto shoten 山本書店,1970.